# رولز-رویس مارین الیمپوس
رولز-رویس مارین الیمپوس (به انگلیسی: Rolls-Royce Marine Olympus) یک توربین گاز دریایی ساخت کارخانه‌های بریستول سیدلی و رولز-رویس لیمیتد در کشور بریتانیا است.